# پرسیکاریا گلابرا
پرسیکاریا گلابرا (نام علمی: Persicaria glabra) نام یک گونه از تیره هفت‌بندیان است.